# Legio IIII Parthica
La Legio IV Parthica ("della campagna contro i Parti") era una legione romana, raccolta probabilmente dall'imperatore romano Diocleziano alla fine del III secolo, di cui si hanno notizie fino alla fine del VI secolo.
Venne formata, probabilmente assieme alla V e VI Parthica, in occasione della riorganizzazione delle province orientali da parte di Diocleziano: fu probabilmente posta a difesa dell'Osroene, in quanto la Notitia dignitatum ne testimonia la presenza a Circesium all'inizio del V secolo. Va notato come il nome della IV, Parthica, facesse riferimento ad un nemico, i Parti, che non esisteva più da qualche decennio: il nome e la numerazione di queste unità furono scelti evidentemente in relazione alle tre legioni Parthica (la I, II e III Parthica, appunto) già presenti.
La IV entrò poi a far parte dell'esercito bizantino: è menzionata infatti da Teofilatto Simocatta, che la riferisce di stanza in Beroea, all'epoca dell'imperatore bizantino Maurizio (582-602).